# ハミルトンホテル (ソウル特別市)
ハミルトンホテル (朝鮮語: 해밀톤호텔、英語: Hamilton Hotel) は、1973年にオープンした、大韓民国ソウル特別市龍山区梨泰院にある特級（特2級）のホテル。

## 概要
地下鉄6号線の梨泰院駅の地上出口のすぐ前にあり、梨泰院の中心となる位置を占めるランドマークとして知られている。ハミルトンホテルを基準に「西側はショッピング街、東側は歓楽街」と説明されたり、メインストリートより北側の一帯が「ハミルトンホテルの裏 (behind the Hamilton Hotel) と表現されることもある。
2008年から2009年にかけては、当時のハードロックカフェ・ソウル店が、敷地内の地下にあった。
2015年に大規模なリノベーションを行った。
2022年10月29日、当ホテル付近でソウル梨泰院雑踏事故が発生した。その後、長年にわたって同ホテルの違法建築（無断増築）が放置されている実態が明らかにされ、違法建築物が道幅を狭めて人の往来を妨げた可能性があるとして、特別捜査本部はハミルトンホテルの運営会社や関係先を建築法違反の疑いなどで家宅捜索した。

## 施設
- サウナ（本館地下1階）
- フィットネスセンター（別館地下1階）
- プール（本館5階）
- JNC旅行会社（本館1階）

など